# Anschlag in Port El-Kantaoui 2015

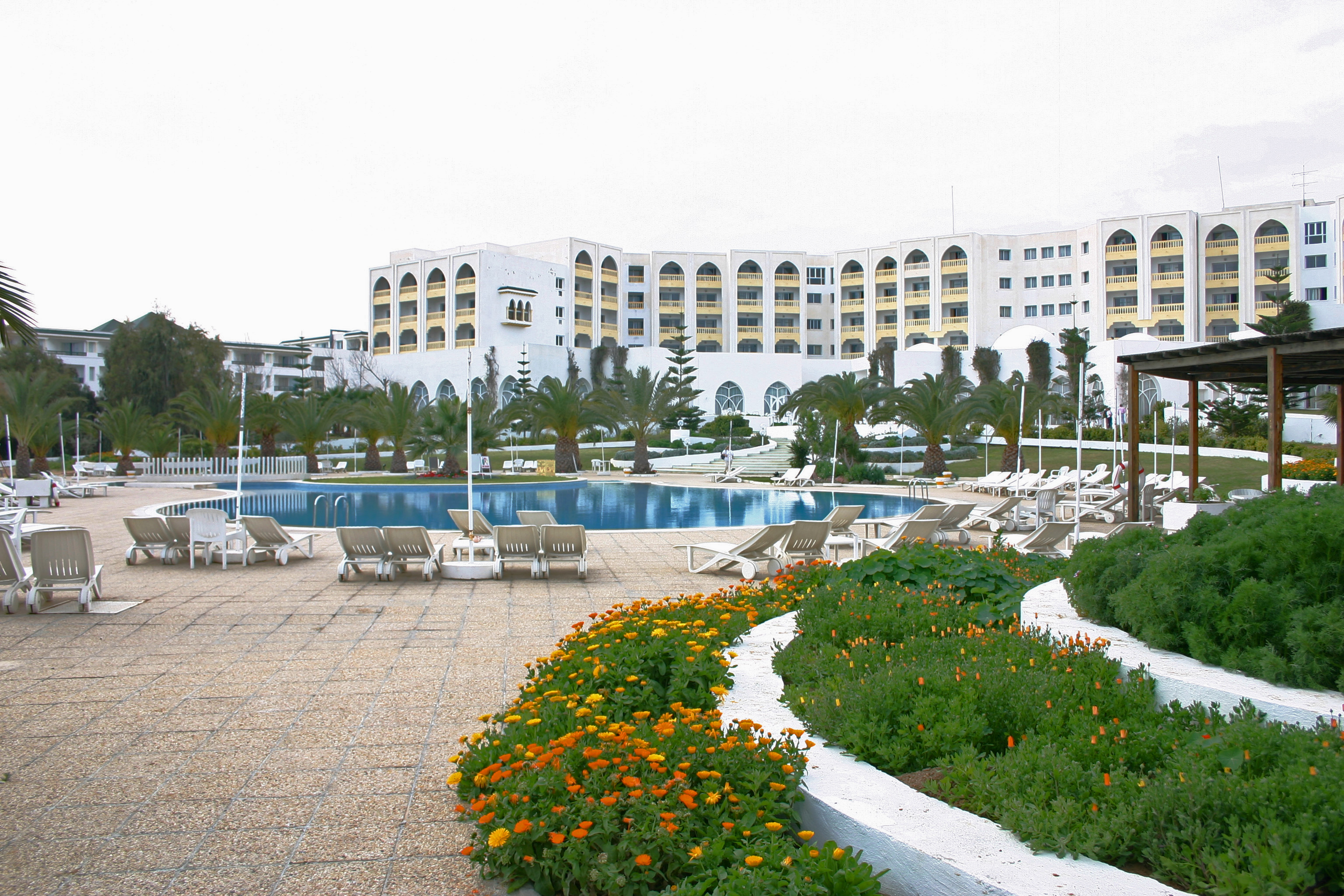
RIU Imperial Marhaba, 2004

Der Anschlag in Port El-Kantaoui ereignete sich am 26. Juni 2015 in Port El-Kantaoui in Tunesien, etwa zehn Kilometer nördlich der Stadt Sousse, Gouvernement Sousse, am Golf von Hammamet. Hierbei kamen 39 Menschen einschließlich des Attentäters ums Leben.

## Verlauf
Betroffen waren die Hotels Taj Marhaba & Bellevue Park () der Kette RIU Hotels & Resorts und das benachbarte Hotel El Mouradi Palm Marina () der Kette El Mouradi Hotels.
Ein Attentäter schoss auf dem Badestrand vor dem Hotel Taj Marhaba  mit einer AK 47, die er zuvor in einem Sonnenschirm versteckt hatte, und warf hiernach mehrere Handgranaten in Richtung Schwimmbecken und in die Direktionsbüros des Hotels. Unter den toten Touristen befanden sich 30 Briten, eine Belgierin und mindestens ein Deutscher. Tunesische Angestellte des Hotels Bellevue (RIU) bildeten eine Menschenkette, um den Attentäter von den Touristen fernzuhalten.
Der Bericht einer tunesischen Untersuchung zum Attentat, der Anfang Februar 2017 veröffentlicht wurde, schrieb dem Versagen der Nationalgarde und der Polizei einen bedeutenden Anteil an den hohen Opferzahlen zu. So fiel der Truppführer eines bewaffneten Zweimannteams der Nationalgarde, das als erstes eintraf, am Tatort in Ohnmacht als der Attentäter eine funktionsunfähige Handgranate warf. Der andere Nationalgardist zog daraufhin sein Uniformhemd aus, um nicht selbst zum Ziel des Attentäters zu werden. Die Polizeieinheit, die innerhalb von drei Minuten hätte vor Ort sein sollen, ignorierte nach Angaben des Polizeichefs von Sousse die Anweisung zum Ausrücken und traf so erst nach dreißig Minuten ein.
Erst nach 35 Minuten stellte die Polizei den Täter; er kam nach ersten Angaben durch zwei Schüsse um, seine Leiche wies nach dem Bericht der tunesischen Behörden vom Februar 2017 jedoch 20 Schusswunden auf. Weiterhin wurde nachgewiesen, dass der Attentäter zum Zeitpunkt der Tat unter Einfluss einer aggressionsteigernden Droge stand.
| Nationalität           | Tote           | Verletzte | Gesamt | Ref.          |
| ---------------------- | -------------- | --------- | ------ | ------------- |
| Vereinigtes Königreich | 30             | 24        | 54     | [ 13 ]        |
| Irland                 | 3              |           | 3      | [ 14 ] [ 15 ] |
| Tunesien               | 1 (Attentäter) | 7         | 8      | [ 16 ]        |
| Belgien                | 1              | 3         | 4      | [ 16 ]        |
| Deutschland            | 2              |           | 2      | [ 17 ]        |
| Portugal               | 1              |           | 1      | [ 18 ] [ 19 ] |
| Russland               |                | 1         | 1      | [ 20 ]        |
| Ukraine                |                | 1         | 1      | [ 21 ]        |
| Unbekannt              | 1              | 3         | 4      |               |
| Gesamt                 | 39             | 39        | 78     | [ 22 ]        |

Der mutmaßliche Täter war Seifeddine Yacoubi alias Abu Yahya al-Qayrawani, geboren 1992 in Gaâfour und seit 2014 an der Universität Kairouan eingeschrieben. Zuvor war er im Zusammenhang mit islamistisch motivierten Taten nicht in Erscheinung getreten.

## Zusammenhang
Weitere mutmaßlich islamistisch motivierte Anschläge ereigneten sich am selben Tag in Frankreich, in Somalia und in Kuwait. Beim Anschlag auf die Imam-Dschaʿfar-as-Sādiq-Moschee in Kuwait kamen vermutlich mehr als 25 Menschen um. Beim Anschlag von Saint-Quentin-Fallavier wurde ein Mensch ermordet.
Zu den Anschlägen in Tunesien und Kuwait bekannte sich am nächsten Tag die Terrororganisation Islamischer Staat in einer nicht authentifizierten Meldung über Twitter.
Schon in den Monaten und Jahren zuvor gab es Anschläge auf Touristen in Tunesien, namentlich der Anschlag auf die Al-Ghriba-Synagoge 2002 und der Anschlag auf das Nationalmuseum in Tunis 2015. Am 30. Oktober 2013 scheiterte ein Attentatsversuch auf das Hotel Riadh Palms in Sousse; im Anschluss konnte ein Attentäter in Monastir an der Grabstätte des ehemaligen Präsidenten Habib Bourguiba rechtzeitig festgenommen werden.

## Reaktionen
Die deutsche Bundeskanzlerin Angela Merkel kondolierte dem tunesischen Präsidenten Beji Caid Essebsi. In den tunesischen Krankenhäusern spendeten Einheimische Blut für die Verletzten.
TUI holte einen Teil der deutschen Urlauber aus Tunesien zurück. Von rund 3500 deutschen TUI-Gästen in Tunesien im Zeitraum des Anschlages brachen 250 ihren Urlaub vorzeitig ab.